# Merscheid
Merscheid (luxemburguês: Mëtscheed) é uma pequena vila na comuna de Heiderscheid, no cantão de Wiltz, no oeste do Luxemburgo. Segundo censo de 2011, havia 192 habitantes.